# Став (Хелмінський повіт)
Став (пол. Staw, нім. Stäben) — село в Польщі, у гміні Папово-Біскупи Хелмінського повіту Куявсько-Поморського воєводства.
Населення — 106 осіб (2011).
У 1975-1998 роках село належало до Торунського воєводства.

## Демографія
Демографічна структура станом на 31 березня 2011 року:
|          | Загалом | Допрацездатний вік | Працездатний вік | Постпрацездатний вік |
| -------- | ------- | ------------------ | ---------------- | -------------------- |
| Чоловіки | 54      | 13                 | 40               | 1                    |
| Жінки    | 52      | 9                  | 32               | 11                   |
| Разом    | 106     | 22                 | 72               | 12                   |